# Encruzilhadas
Encruzilhadas é um sítio povoado da freguesia de Santo António do Funchal, concelho do Funchal, Ilha da Madeira.
O nome do sítio deriva provavelmente dos antigos caminhos que num dado ponto deste sítio se cruzam.